# 비라코차 잉카

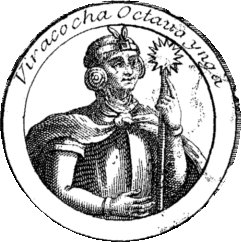
비라코차 잉카

비라코차 잉카(스페인어: Viracocha Inca)는 쿠스코 왕국의 여덟 번째 사파 잉카이자, 하난 왕조의 세 번째 왕이었다.
그의 아버지는 야와르 우아칵이었고, 그의 아내의 이름은 마마 룬투카야였다. 비라코차 잉카는 그의 아내 사이에서 여러 명의 자식들을 가졌는데, 그 중에는 나중에 왕위를 물려받는 파차쿠티도 포함되어 있었다. 그의 원래 이름은 하툰 투팍 잉카였으나, 신을 보는 환상을 겪은 후, 그의 이름을 신의 이름을 따 비라코차라고 개명했다. 
비라코차 잉카에 대한 잉카 원주민들의 기록은 남아있지 않기 때문에, 고고학자들은 후에 스페인인들이 작성한 기록에 의존할 수 밖에 없다. 남아메리카에 파견된 예수회 선교사들과 스페인 군인들의 기록에 따르면, 비라코차 잉카는 매우 호전적이고 용맹한 왕이었다고 한다. 그는 왕위에 오르자마자 자신이 세계의 반을 정복하겠다고 외쳤다고 한다.
그러나 1438년에, 잉카 로카가 예전에 정벌했던 창카 부족이 또다시 세력을 키워 왕국을 공격하게 된다. 이들을 막을 자신이 없었던 비라코차 잉카는 이 때 곧바로 쿠스코를 떠나 산 위로 도망치게 되었다. 하지만 그의 아들들 중 하나였던 쿠시 잉카 유팡키는 쿠스코를 버리고 떠나는 것에 반감을 갖고, 몇몇 수하들을 데리고 끝까지 싸워 결국 쿠스코를 창카 족에게서부터 지켜낸다. 이렇게 전쟁이 끝나버리고 말자, 당연히 비라코차 잉카는 권위에 큰 타격을 입게 되었고 양위를 요구받게 되었으나 끝까지 거부하였다. 후에 그의 아들 간에 계승 분쟁이 일어났고, 비라코차 잉카는 이로 인해 슬픔에 싸여 사망하였다.
몇몇 스페인 기록에 의하면 비라코차 잉카가 처음으로 쿠스코 계곡 밖에 있는 지역들을 실질적으로 지배하기 시작한 왕이라고 한다. 그의 선조들이 단순히 침략해서 약탈하는 것에 그쳤다면, 그는 쿠스코에서 44km 정도 떨어진 지역까지 지배하기 시작했다고 한다.hola

## 같이 보기
- 잉카 문명
- 사파 잉카